# Tanjung Karang (Batu Raja Barat)
Tanjung Karang is een bestuurslaag in het regentschap Ogan Komering Ulu van de provincie Zuid-Sumatra, Indonesië. Tanjung Karang telt 470 inwoners (volkstelling 2010).